# 治山ダム

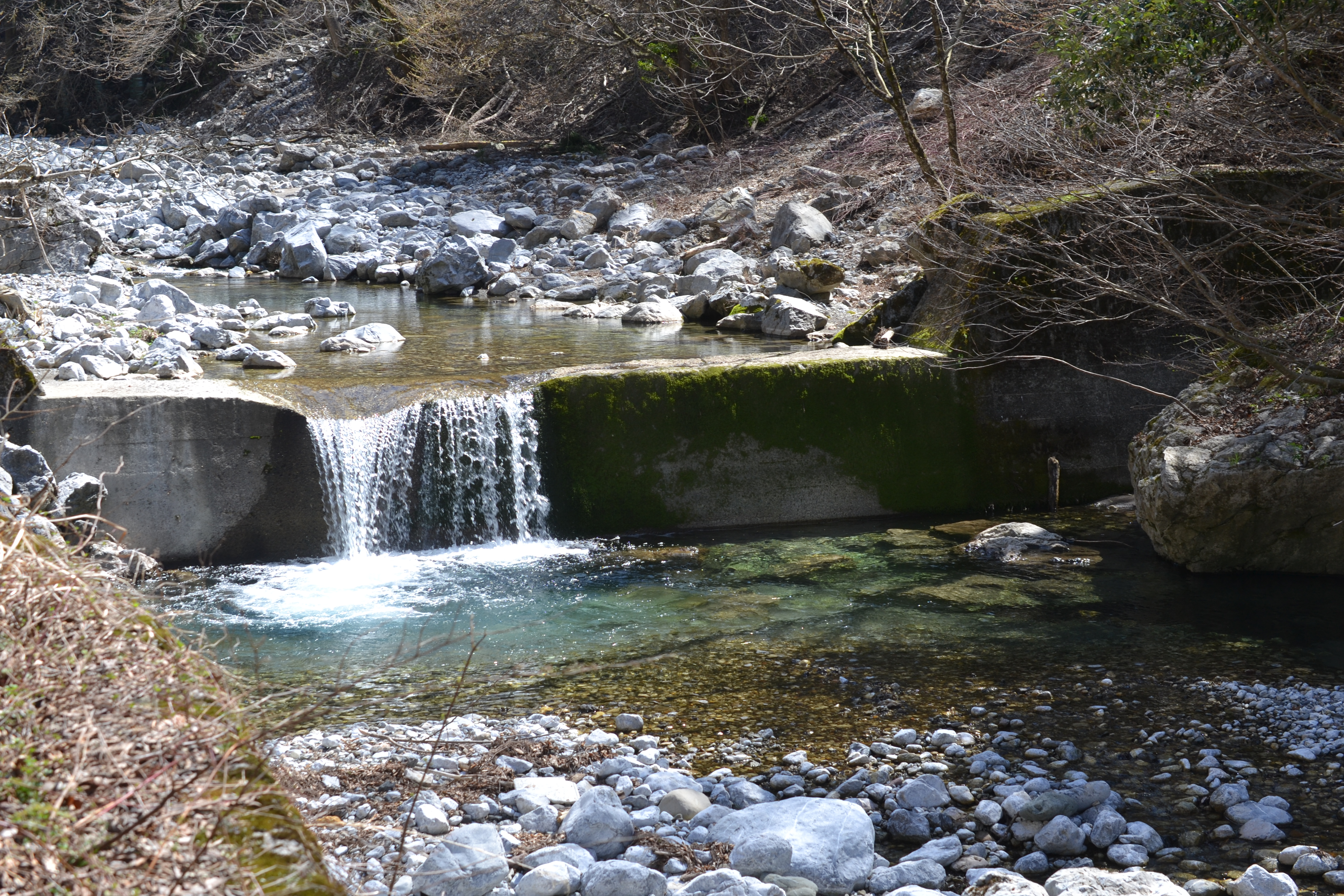
滋賀県多賀町 芹川の治山ダム。

治山ダム（ちさんダム）、治山堰堤（ちさんえんてい）とは、森林法（治山事業）に基づき山地の荒廃防止のために設置されるダム・堰。砂防法に基づき設置される砂防堰堤に機能が類似しており、過剰な土砂流出により荒廃した渓流、地すべりをはじめとした斜面崩壊箇所下流に設置される。

## 概要
谷止工、床固工とも呼ばれるものの総称。山腹や河川の縦・横侵食を軽減し、河川や渓流に面する森林（保安林）の維持・造成を行うために設置される。ダムの設置により山脚（斜面崩壊地末端部）や乱れがちな流路が固定され、上流側に渓畔林や緑地が造成されていく。渓流部の勾配が緩くなることで、洪水時などに発生する土砂の急激な移動を一時的に捕捉し、通常の流量時に徐々に下流に流下させることで、上流部で発生する土砂を安全にかつ平準的に流下させる機能がある。単独で効果が発現できない場合には、複数基を階段状に設置する。
ダムの後背部は完成後比較的短い期間で満砂に近い状態になることが多いため、貯水機能は少ない。

## 構造
重力式コンクリートダムに似る。主に山脚の固定を目的に設置されることから、基本的にダムの背面は土砂で埋め戻される、または早期に上流からの土砂で満たされる。このため、設計時の安定計算ではダムの背面に掛かる水圧は考慮しない、もしくは満水時の数分の一で計算される場合がほとんどである。

## 治山ダムの効果
渓流に部分的な緩斜面を造成することにより流速を落ち着かせ、流向をコントロールする。このため、必ずしもダムの背面に水を貯える必要はなく、むしろ完成時点でほぼ満砂状態となっていることが普通である。主な効果は次の通り。
- 渓流内の勾配を緩和：侵食傾向の激しい渓流に設置することにより、ダム背部の渓流勾配を緩和し、水平方向の渓岸侵食、鉛直方向の渓床侵食を防止する。
- 崩壊地の拡大防止：崩壊地の直下流に設置することにより、崩壊地の拡大を防止する。
- 不安定土砂の固定：過去の土石流などで堆積した土塊の下流部に設置することにより、再移動（再土石流化）を防止する。
- 土石流による荒廃防止：土石流の流下による渓岸侵食の防止、土石流の流速緩和ひいては抑止する。
- 流木対策：流木被害を防止するため、スリットダム化した治山ダムも存在する。

## 砂防堰堤との違い
砂防堰堤と類似の構造であり、「所管する法律が違うだけ」と言及されることもあるが、渓流勾配の緩和と不安定土砂の固定などによる山地の保全を主たる目的とする治山ダムに対し、砂防堰堤にはこれらに加え、発生した土石流を捕捉し抑止する役割をも有している。このため、治山ダムは砂防堰堤に比べて概ね堤高が低く厚みも薄い（概ね砂防堰堤の厚みは3m以上、治山ダムの厚みは2m以下）。

## 歴史
日本では、過度な森林伐採に伴い出現したハゲ山、激しい気象条件下に伴い荒廃した山地などを復旧するため、古くから植栽工事が、またその植栽の足がかりとなる砂止めといった治山ダムの原型が作られて生きた。明治時代に入るとお雇い外国人による近代土木技術の移入が進み、ヨハニス・デ・レーケやアメリゴ・ホフマンらにより、技術体系の基礎が作られた。